# 北斗の人
『北斗の人』（ほくとのひと）は、司馬遼太郎の歴史小説。江戸時代後期に北辰一刀流を開き、近代的剣術を創始した千葉周作を描いた作品である。『週刊現代』誌上に1965年1月から10月まで連載された。

## 概要
千葉周作の幼少期から江戸へ出て中西派一刀流を学んだ修行時代、北辰一刀流を開き上野国での馬庭念流との抗争（伊香保神社掲額事件）、再び江戸に戻って神田於玉ヶ池に道場「玄武館」を構えるまでの青年時代を主に扱う。
司馬は本作で、徹頭徹尾合理性を追求し、それまでの剣術における迷信や神秘性を廃してそれに基づく晦渋な用語や曖昧模糊とした論理の類も一掃し、近代的な体育力学として新たな剣術体系を創始した周作を、「この点、日本人の物の考え方を変えた文化史上の人物」と評価している。また、本作の前身である中編小説『千葉周作』（後述）でも、「もう五十年おそく生まれておれば、剣術者などにはならずに、自然科学者にでもなっていたような男」と評している。

## あらすじ
千葉周作は、奥州諸国を遍歴する父の流浪の旅の中で生を受けた。父・幸右衛門は貧しい郷士の生まれだが坂東八平氏の一つを家祖に持つ奥州千葉氏の裔であり、零落した家名を再び興すべく若年の頃より自らの剣術の腕を頼んで奥州中を流浪した。しかし大望は実らず、旅の中途で生まれた周作らを伴い陸前国栗原郡荒谷村に流れ着き、遠縁に当たる千葉吉之丞の養子となった。吉之丞が編み出した「北辰夢想流」の剣術を伝授された幸右衛門は息子の周作にもこれを教え、幼童の頃より剣術を厳しく仕込まれた周作は、長じて類まれな剣技の才を持つようになる。さらには雄大な体躯にも恵まれ、元服を迎える頃には六尺に届かんばかりの偉丈夫に成長した。周作に天稟を見出した幸右衛門は、自身の成し得なかった千葉家再興の夢を息子に委ねることにし、江戸の道場で正式に剣術を修めさせることを考え、周作を連れて奥州を出る。
江戸にほど近い下総国松戸に落ち着いた周作は、中西派一刀流の高弟で江戸でも高名な剣豪である浅利又七郎の道場に入門する。周作はすぐさま頭角を現し、道場内でその剣にかなう者は誰一人としていなくなった。成功に自信をつけた周作は「天下の剣壇の総帥になりたい」という望みを抱き、夜ごと空を仰いで北斗七星に祈りを捧げるようになる。北斗七星の首座・北辰（北極星）は、千葉家の家神である妙見菩薩の化身である。一刀流の流祖である伊藤一刀斎、あるいは敬愛する宮本武蔵以来の剣術の大業を遂げると誓った周作は、道場の帰りなどに夜ごと空を見上げては、北天において不動の光芒を放ち続けるこの星に己の望みを託した。道場主の又七郎も周作に天賦の才を見、姪と娶せて自身の後継者としようと考える。その後周作は、又七郎の奨めで江戸の旗本屋敷で奉公しながら中西派の宗家である中西道場に通うことになるものの、思わぬことから馬庭念流の剣客・本間仙五郎と試合うこととなる。馬庭念流は、木刀による形稽古のみで流法を形作る古流の流派である。新進の稽古法である竹刀による打ち合い稽古を重視するべきと考える周作との試合はさながら古流儀対新流儀の対決といった面持ちとなったが、試合は周作の無残な敗北に終わった。本間の剣には新流儀である周作の剣に対する敵意がありありと込められており、完膚なきまでに叩きのめされた周作は、新流を研鑽していつの日か古法を討ち破ることを決意をする。
中西道場に通い始めた周作は、ここでもその剣才を大いに示した。当世を代表する剣豪が顔を揃える道場は刺激に満ち、周作はいよいよ江戸に出てきたという充実感を大いに得る。ところが江戸第一の道場で修練に勤しむ最中養父の又七郎がやって来て、目録皆伝と引き換えに松戸の道場へ戻るよう言い渡す。松戸へ戻れば浅利道場は繁昌するだろうが周作は一介のお山の大将に留まることとなり、天下の剣壇を制するという年来の望みは霧散せざるを得ない。養父の言葉に逆らうわけにはいかず周作は不承不承松戸に戻ったものの、しかし門人達を指導するにあたって、自身がかねてより模索していた新剣術を教授することにする。太刀を振るって相手を倒すという目的上、本来兵法というものは合理的な理論で構築されるべきであったが、既存のどの流儀もその技術を仰々しい宗教用語で装飾していた。周作は持ち前の合理的思考力で、いたずらに晦渋な宗教性・哲学性を払拭して剣術を純然たる力学に作り変えようと考え、かねがね合理主義で組み立てられた新剣術の構想を重ねていたのだった。合理的で平易な周作の教授法は評判を呼んで門人を飛躍的に増やすものの、しかし又七郎はそうした教授法を古法に対する冒涜と受け取った。又七郎は教授法を古法に戻すよう厳命するが、周作は頑として譲らない。結局両者は袂を分かち、周作は中西派の目録を返上し、又七郎との養子の縁も切って浅利家を去ることとなる。
中西派を破門になった周作は、当代のいかなる流儀とも異なる合理的思考に基づく新流儀を興し、自ら一流派を開くことを決意する。「北辰一刀流」と命名した周作の剣はたちまち江戸の剣壇を圧し、諸道場は周作の名を耳にしただけで戦慄するようになった。己の新流儀に自信をつけた周作は江戸を出、上野国に足を向けることにする。累代上泉伊勢守を始めとする数多の剣豪を産んで「剣は上州」として知られるこの国は、かの馬庭念流の本拠地でもある。上州に足を踏み入れた周作は馬庭念流の剣客達に次々と勝負を挑み、剣客達は軽々とあしらわれて敗退した。敗れた剣客達はことごとく周作の門下に入り、周作は高崎に居を構えて北辰一刀流の道場を開くこととなる。合理的で誰にでも学び易い北辰一刀流の剣術は爆発的な人気を呼んで入門者が殺到し、馬庭念流を学んでいた者達まで自流を放り捨てて入門を乞うた。兵法の国上州をもって北辰一刀流を試そうと考えていた周作は予想もしなかったほどの成功に自信を深めるが、やがて門人達の中から伊香保明神に巨大な武道額を奉納しようという計画が持ち上がる。北辰一刀流が上州一円で成功したことを記念するものであったが、しかし馬庭念流の側にしてみれば自分たちの敗北を喧伝されるようなものであり、関八州を見下ろす伊香保の明神にそのようなものを掲額されるのを黙って見ていようはずもなかった。落ち目になったとはいえ、いまだ上州で強い力を持つ大集団を敵に回せば国中に乱を引き起こすはめにならぬとも限らない。周作は慎重な姿勢を示すものの、門人達はそのような周作の諌めにまるで耳を貸そうとしなかった。古来より悍強として知られる上州人は多分に直情径行の癖を持つが、弟子達も例外ではなく己の盛挙に興奮して勝手に動き回り、事態は周作の腕をすり抜けてとんとん拍子に進み始めた。それは敵方も同様で、馬庭念流の方でも宗主・樋口定輝は周作同様に騒乱が起こることを危惧したものの、掲額計画に激昂する門弟たちを押さえかねていた。次第に弟子同士での小競り合いも頻発するようになり、注文した額が仕上がる頃には両流の対立は上州中の知るところとなって、もはや「千葉か馬庭か」と雌雄を決しなければならぬところまで緊張が高まった。
いよいよ北辰一刀流一門が掲額を挙行しようという矢先、馬庭方が伊香保山中に戦国そのままの陣を敷いたという報せが飛び込んできた。上州中の門弟を集結させた馬庭方はたとえ武力に訴えてでも掲額を阻止する構えであり、これに憤激した北辰方も門人を掻き集め、伊香保と目と鼻の先の引間村に滞陣することとなる。事ここに至っては元和偃武以来絶えて久しい騒乱が起こることは必定であり、公儀の逆鱗に触れて兵法停止の命を下され、北辰・馬庭双方とも共倒れとなりかねない。馬庭方への敵意で燃え上がった弟子たちを静止することはとてもかなわず、一大決心をした周作は単身自陣を抜け出して伊香保に向かった。目指すは馬庭念流の当主・樋口定輝であり、周作は敵の大将と直談判することで騒乱を起こさずに決着をつけるつもりであった。大名さながらの護衛に囲まれて杣道を行軍する定輝を見つけると周作は闇夜に紛れてその身を拐い、余人を交えぬ一対一の談判に及んだ。馬庭方の陣を引いてくれるよう願った。もとより定輝も弟子たちに突き上げられてやむなく行動を起こしたのであり、騒乱を望んでいたわけではない。翌朝になると、伊香保の陣営は綺麗に引き払われていた。仲裁に奔走していた村役人に馬庭方がここまでの譲歩を見せた以上は掲額を中止してもらいたいと懇願されると、周作は反対する門人達を押し切って武道額の奉納をやめることを決断する。同時に北辰一刀流は上州から身を引き、この土地を去ることとなった。
上州を去り一旦江戸に戻った周作は、今度は西国へ足を向け再び剣術詮議の旅に出た。東海道を廻国した周作は土地土地の剣豪をことごとく下してそ盛名をさらに轟かせ、もはや天下の剣客で周作と北辰一刀流の名を知らぬ者はなくなった。いよいよ己の新剣術が百世に渡って伝える価値があると確信するに至った周作は、江戸に帰って道場「玄武館」を開いた。北辰の北の義を神獣「玄武」にあやかって名付けた道場には入門希望者が後を絶たず、最初に開いた道場はすぐに手狭になり、神田於玉ヶ池に広大な敷地を持つ大道場を建てることとなった。周作の優れた教授理論は凡庸な素質の者でも名人の域にまで達せると評判を呼び、玄武館には入門者が引きも切らずに押し寄せ、常に撃剣の音の絶えることのないほどの盛況をなした。戦国末期以来久しく停滞していた剣法は周作の剣理によって一新され、万人が上達し得る道が見出された。
「それ、剣は瞬速。心・気・力の一致」
周作が生涯好んで使ったこの言葉には、その剣理の要諦が明瞭に示されている。剣術とはつまるところ太刀行きの速さであり、それ以外にはない。剣術を雲上の術から地上の力学に引き下ろしたこの男の新流派は、やがて近代日本剣道の大宗をなすこととなる。

## 主な登場人物
千葉周作
本作の主人公。北辰一刀流の開祖。「周作」は通称で諱は「成政」。「於兎松」という幼名で呼ばれた頃より父の幸右衛門に剣術を仕込まれる中で天稟を見出され、家名を再興するという父の執念に引きずられるような格好で江戸へ出て剣術を修めることとなる。中西派一刀流を学んで頭角を現すものの、紆余曲折の末に自らの流派である北辰一刀流を創始する。古今のどのような兵法家も持たなかった分析力を駆使し、合理性の強い相撲の組手を参考に古流の形を細緻に分析して既存の剣術から神秘性の虚飾を剥ぎとり、合理主義に徹した近代的剣術を創りあげた。
丈は六尺にとどく長身であり、肩幅も広く手脚も長く、ただ佇立するのみで周囲を圧するほどの雄大な体躯の持ち主。運動能力も優れ、射られた矢をすらりと避けてさらにはその矢を木刀で叩き落とすという飛び抜けた動体視力と反射能力を持つ。握力も尋常ではなく、片手で掴んだ碁盤を振って蝋燭の炎を扇ぎ消すなどという曲芸めいたことまでやってのける。
剣術家に相応しく泰然として物事に易々と動じぬ性格を持ちながらも、一方で繊細で感傷的な一面もある。若年の頃は和歌を好み、剣術家よりも詩人になることをたびたび夢想した。はにかみ屋であり、人づきあいが不得手で人と対面すると臆してしまうところがあるが、その一方で一端竹刀を手にすれば身の内から底知れぬ度胸が現れる。奥州訛りを気にするために寡黙で弁は立たないものの、試合での言葉を使った駆け引きには余人の及ばぬものがあり、当人が「舌刀」と呼ぶ舌鋒鋭い言葉を投げつけて相手の意気を呑み、たちまち試合の空気を自分のものにしてしまう。また、試合に勝利した後に無用のしこりを残さぬよう励磁を述べて相手を慰撫することも忘れないなど人の心の機微をつかむことが巧みな面もあり、言葉を尽くして門人を育成することにも長け、晩年には「人を御すること馬術の手練が馬を御するが如し」とも言われた。温厚で篤実なその人柄は多くの門人を惹きつけ、命をつけ狙う刺客にすら闇討ちをためらわせるほどの不思議な風韻をその身に湛えている。合理主義者で生涯信仰とは無縁であったが、幼い頃から父に拝まされてきた妙見菩薩の化身である北辰のみは例外で、北の空で常に動かず我が身に光芒を投げかけてくれるこの星に、天下一の剣豪となる己の宿願を祈り続けた。
千葉幸右衛門
周作の父。陸前国栗原郡花山村の郷士の次男坊として生まれ、成人した後に家を出て奥州を流浪した。源頼朝に仕えて鎌倉幕府の創建を助けた千葉氏を祖先に持つことに誇りを持ち、剣技の腕を持って家名を再興しようとするが芳しくいかず、流浪の生活の中で周作を儲けるも妻を失い、栗原郡の荒谷村に住む遠縁の老剣客・千葉吉之丞に身を寄せてそのまま養子となった。吉之丞が編み出した「北辰夢想流」の剣術を伝授されるものの田舎に逼塞する身では役に立たず、馬医者となって露口をしのいで暮らしてきた。千葉家の再興という宿願に異常なほどの情熱を燃やし、自身が世間に敗れて夢を挫かれた後も息子の周作を剣豪に育てるべく、幼いころより徹底して剣術を仕込んだ。やがて老剣豪・佐藤孤雲に周作の子柄を褒められたことから、果たせなかった家名再興の夢を息子に委ねることにし、天稟を見た周作に剣術の教育を受けさせるべく一大決心の末に息子を連れて江戸に出る。
江戸にほど近い下総国松戸に居を定めると、中西派一刀流の高弟・浅利又七郎の道場に周作を通わせ、自身は「浦山寿貞」の名で松戸宿で馬医者を開業した。松戸に落ち着いた後は地道に馬医者を営むものの、心の底には自ら夢を叶えられなかった鬱屈が鎌首をもたげ、時折その気持ちを押さえられないのか発作的に風狂な振舞いをすることもある。また、世間を這いずりまわって辛酸を嘗めてきた苦労人だけあって、時に周作を閉口させるような俗っ気や山っ気を見せることもある。周作はこうした父を愛しながらも、奇矯な行動を度々とって無用の騒動を招くその人物に何かにつけて困惑させられた。
浅利又七郎
中西派一刀流の剣客で、若狭国小浜藩酒井家の江戸屋敷の剣術指南役を務める。江戸でも十指に数えられるほどの剣豪。自身が松戸に開いた道場に入門してきた周作に天分を見出し、姪のお美耶と娶せて養子に迎え、自家の跡を継がせようとした。
頑迷な保守主義者のように竹刀稽古をないがしろにはしないまでも、木刀による組太刀こそが剣術稽古の本道と考えている。しかし竹刀による打ち合い稽古を稽古の柱に据えるべきと考える周作と稽古の方針を巡ってしだいに対立するようになり、周作は目録を返上して中西派から離脱し、又七郎との養子の縁も切って浅利家を去ることとなる。
お美耶
又七郎の妻の姪。実子のいない又七郎が婿取りを前提として養女とし、以後又七郎の道場で門人たちの賄いを務める。養父の道場に通うことになった周作に対して関心を持つものの、その感情は年頃の娘が男に等しく抱く興味の範疇を超えるものではなかった。又七郎が周作との縁談を決めた際も別段反発を感じたりはしなかったが、寡黙で諸事無愛想な周作と芯から打ち解けることができず、周作の方もお美耶が嫌いなわけではなかったが、妻を持つことが兵法を極める足枷となりかねぬと考え、祝言を上げた後もお美耶との間に微妙な距離を設けた。
やがて周作が又七郎と対立して浅利家を出る決心をすると、別離に直面して水と油のように混ざり合わなかった夫婦関係の中で湧いてこなかった愛情を僅かに感じる。辛い浪人生活に耐える気があるなら一緒に来ないかと誘われるものの、しかし家を出て不安な生活へと漕ぎだしてゆく気持ちまでは起こらず、結局周作と離縁することとなる。
佐藤孤雲
周作の故郷の老居士。元仙台伊達家の家士で奥州でも鳴り響いた剣客であったが、疱瘡を患ったことで身を引き山林に隠れて隠者の生活をしている。幼少期の周作の子柄を誉めたことで、周作が幸右衛門に連れられて江戸へ出るきっかけを作った。周作がこの地上でただ一人畏敬する人物で、折にふれて与えた教示や訓戒は、後に周作が人生の岐路に立たされるごとにその道筋を決める重用な指針となった。
喜多村正秀
又七郎が剣術指南役として出仕していた旗本。江戸の中西道場に通うことになった周作が、又七郎の紹介で中小姓として奉公することとなった。八百石の小身だが、将軍の小姓を務めるので石見守の官位を持つ。兵法を好み又七郎の教授を受けて自身も剣を振るうが、柳営で兵法道をさかんに吹聴することで世渡りの道具にしているふしがある。
貴人に阿諛追従を使うことが当たり前の当世の剣術家の風を快く思わない周作は、媚やへつらいを一切見せず、剣術指南においても微塵の手加減もせずに主人に接した。石見守は当然ながら可愛げのない周作を好ましく思わず、奉公当初からの約束である中西道場に通う許可を容易に出さず、結局周作は奉公を辞して浪人することとなる。旗本屋敷の厳しい上下関係の中での生活は周作に「何人にも服従せず、何人も畏れはせぬ」と階級外の人間として生きる決意を抱かせ、剣術家として大成する決意を一層固めさせることとなった。
本間仙五郎
馬庭念流の剣客。喜多村石見守と懇意の旗本の屋敷に出入りしていた兵法家で、周作と試合うこととなる。木刀による形稽古に精進することこそが剣術の極意に至る道と考え、中西派などで採用されている竹刀稽古を華法に流れやすい軽薄な邪法と軽蔑している。すでに初老ともいうべき年齢だが、周作はその剣に無残なほどにあしらわれて完敗を喫した。この時の屈辱的な経験が、周作に「新流を工夫して古流を叩き潰す」という生涯の目標を抱かせることとなった。
数年後、一流派を開いた周作は雪辱を果たすべく上州に乗り込むが、すでに本間は病に斃れて死の床についており、再戦は実現しなかった。上州の一郷・赤堀の名主で、馬庭念流の永代免許を得た高弟であると同時に世話役でもあり、燎火の如き勢いで広まる北辰一刀流を警戒し、自流を守るために策謀を巡らせて周作を闇討ちしようとするものの、結局かなわずに病床で息を引き取った。
おのぶ
浅利の家を出た周作に、幸右衛門が同郷の縁で紹介した千駄ヶ谷の老舗の植木屋『植甚』の娘。自身の家に居候することになった周作に好意を抱き、周作も天真爛漫なおのぶの魅力に惹かれた。千駄ヶ谷・四ツ谷界隈で道場破りを重ねた末に意趣返しを受けるようになった周作が迷惑はかけられないと『植甚』を出て上州に去ると、しきりに後を追いたいと懇願して両親を困らせた。やがて馬庭念流との対立によって周作が危険に晒されているという噂が届くとついに両親を説き伏せて江戸を出、はるばる上州の周作の下へ駆け込んだ。以後、周作の身の回りの世話を焼く。
常に心が跳ねまわっているかのような明るい性格の持ち主で、平素口の重い周作もその明るさに惹かれておのぶの前では多弁になる。その存在は馬庭方との抗争下で心労を重ねる周作を支え、思案に暮れ決断に迷った際にはささやかながらも背中を押す役割を果たした。
掲額事件を終えて周作が江戸に戻った際に祝言を上げ、周作の妻となる。
小泉玄神、佐鳥浦八、細野源蔵
北辰一刀流の斬新な新流儀に惚れ込み、入門を乞うた弟子達。小泉玄神は馬庭念流の高弟で道場を開いていたが、周作との勝負に敗れて弟子入りし、自らの道場を譲った。佐鳥浦八は馬庭念流の知人に頼まれて周作の腕を探るべく近づくものの、周作の涼やかな人格に傾倒し、中西派一刀流の剣客で本来は周作の先輩筋ながらも弟子となった。細野源蔵は一伝流を修め、大侠客・大前田英五郎の剣術師匠を務めたこともある博徒であり、北辰一刀流の流儀に関心を持って入門するもののやがて周作の人柄に魅了され、周作のためなら命も捨てると吹聴するまで心酔した。
伊香保明神への掲額を企図した中心人物達。古来坂東武者が生まれた土地の人間であり、さながらその血を引くかのように向こう気が強いものの甚だ思慮を欠くことが多く、三者とも周作より一回りも二回りも年が上だが若輩者である周作の方が老成したなりを作らねばならぬことが度々あった。周作はこうした上州人の気質を愛しながらも、掲額騒動の最中の日記に「元来、浮華を尚び、虚栄を誇る国風なれば」と、困惑したように書き綴っている。
樋口定輝
馬庭念流の十七代当主。天下に名を轟かせた剣豪を幾人も輩出した剣門の宗家を継いだだけあって、古参のどの門弟も及ばぬ剣の腕を持つ。しかし兵法家にとって必須といえる強烈な自信に欠けており、「学者の家にお生まれになったほうが良かった」などと囁かれるほどに神経が細く、大事な試合の前には決まって胃腸を壊すという悪癖もある。
掲額事件においては門弟達の暴発を抑えることができず、神輿で担がれるようにして強引に伊香保の陣中に引きずり出された。単身直談判に乗り込んできた周作に馬庭方の陣を引いてくれるよう乞われ、さらに引き払わなければ衆人環視の中で試合を挑むとの脅しに狼狽し、自陣を抜け出して身一つで自邸に引き篭もった。大将を失った馬庭方はやむなく解散し、陣を引き払ったのを見届けた周作は、門人の反対を押し切って掲額を中止することを決断する。
その後北辰一刀流は上州から身を引くことになるものの、極度の心痛のためか掲額事件解決の翌日に急死する。
木暮武太夫
伊香保の名主。地元の長者で、天領である伊香保の治安維持を任されている。その一方で馬庭念流の門人で宗家の世話人の一人でもあり、掲額騒動の渦中で名主として土地の秩序を守らねばならない責務と、馬庭念流の門人としての義理に板挟みになって苦悩する。
東条一堂
当代第一級の学識を持つ古学の学者。神田於玉ヶ池に設けられた学塾には、その学才を慕った若者達がはるばる遠国から訪ねてくるほどの盛名の持ち主。玄武館が手狭になり適当な移設先を探していた周作は、東条塾に通う門人の紹介で隣の敷地に道場を構えることとなる。「怪力乱神を語らず」の儒学思想を信条とすることから周作の合理精神に基づいた剣術を気に入り、互いに連携して学生を呼びこむことを持ちかけた。隣り合わせで建つことになった東条塾と玄武館には学問と剣で天下に轟いた二人の盛名を慕う学生が全国から集まるようになり、文武双方を極められるという利便性から大いに評判を呼んで、そろって江戸第一の繁栄ぶりを示すこととなる。
玄武館が繁盛するにしたがって諸藩は争うように周作を指南役に招こうとしたが、特定の藩の指南役になれば影響はその藩だけに留まるのみであり、浪人の自由な境涯の中にいてこそ新しい思想を天下に広く流布せしめることができると助言した。周作はそれに従い、晩年こそ水戸徳川家に仕えたものの、長くどこの藩にも属さなかったために諸藩は留学生を玄武館に送るようになり、北辰一刀流は狭い垣根に煩わされずに全国に広まることとなった。また、東条の学塾の影響を受けて玄武館も剣術道場でありながら思想学校のような性格を帯びることになり、幕末の黒船来航後の混乱する世情の中で先鋭的な思想実践者となる者も多く、玄武館やその系列の道場からは清河八郎や坂本龍馬など多数の志士が排出されることとなる。

## テレビドラマ

### 1967年版
1967年8月3日から同年9月28日までNETテレビ（現・テレビ朝日）の『ナショナルゴールデン劇場』枠で放送。モノクロ放送。放送時間は毎週木曜 22:00 - 22:56 （日本標準時）。第5回ギャラクシー賞の第2回期間選奨を受賞した。

#### キャスト
- 千葉周作：加藤剛
- 浦山寿貞：伊藤雄之助
- 浅利又七郎：永井智雄
- お美那：小林千登勢
- 三島雅夫

#### スタッフ
- 脚本：池上金男（池宮彰一郎）
- 演出：広渡三夏

| NET系列 木曜22:00枠 【ナショナルゴールデン劇場】 | NET系列 木曜22:00枠 【ナショナルゴールデン劇場】 | NET系列 木曜22:00枠 【ナショナルゴールデン劇場】 |
| 前番組                                           | 番組名                                           | 次番組                                           |
| ------------------------------------------------ | ------------------------------------------------ | ------------------------------------------------ |
| けむりよ煙 （1967年6月1日 - 1967年7月27日）      | 北斗の人 （1967年8月3日 - 1967年9月28日）        | 霧の旗 （1969年8月22日 - 1969年9月26日）         |

### 1974年版
1974年7月7日から同年9月29日までフジテレビの『白雪劇場』枠で放送。製作：関西テレビ。小西酒造の一社提供。全13話。放送時間は毎週日曜 21:00 - 21:55 （日本標準時）。

#### キャスト
- 千葉周作：伊吹吾郎
- 浦山寿貞：小沢栄太郎
- お美那：田島令子
- 浅利又七郎：池部良
- 本間仙五郎：岡田英次
- 高柳又四郎：和崎俊哉
- 喜多村正秀：細川俊之
- 佐藤孤雲：宇野重吉
- 益田喜頓
- 又兵衛：左右田一平
- 雪江：野川由美子
- おのぶ：田坂都
- 土屋嘉男
- 源蔵：綿引洪（後の綿引勝彦）
- 山本麟一
- 夢路いとし
- 喜味こいし

#### スタッフ
- 監督：岡林可典
- 脚本：結束信二

#### 放送日程
| 話数   | 放送日        | サブタイトル       | ゲスト                                                                |
| ------ | ------------- | ------------------ | --------------------------------------------------------------------- |
| 第1話  | 1974年 7月7日 | 北辰夢想流         |                                                                       |
| 第2話  | 7月14日       | 剣と女と酒と       | 北見唯一 / 林家小染                                                   |
| 第3話  | 7月21日       | 松戸の夜空         | 遠藤太津朗                                                            |
| 第4話  | 7月28日       | 月あかり矢切の河原 | 遠藤太津朗                                                            |
| 第5話  | 8月4日        | 師範代の日々       | お蘭：木の実ナナ                                                      |
| 第6話  | 8月11日       | 人はサンビンと呼ぶ | 志乃：岡田可愛                                                        |
| 第7話  | 8月18日       | 我が生涯の敵       | 近藤：新田昌玄                                                        |
| 第8話  | 8月25日       | 桑の木・梅の木     |                                                                       |
| 第9話  | 9月1日        | 反逆               | 甚五郎：中村竹弥                                                      |
| 第10話 | 9月8日        | 月明戒行事         | 甚五郎：中村竹弥 / 源心房：汐路章 / 勘次郎：天野新士                  |
| 第11話 | 9月15日       | 挑戦               | 吉田川：山本麟一 / 玄神：井上昭文 / おその：和田幾子 / 三次：船場太郎 |
| 第12話 | 9月22日       | 上州嵐             | 浦八：工藤堅太郎 / 吉田川：山本麟一 / 三島ゆり子                      |
| 第13話 | 9月29日       | 江戸の空は宵の空   |                                                                       |

| フジテレビ系列 日曜21:00枠 【白雪劇場】          | フジテレビ系列 日曜21:00枠 【白雪劇場】   | フジテレビ系列 日曜21:00枠 【白雪劇場】            |
| 前番組                                           | 番組名                                    | 次番組                                             |
| ------------------------------------------------ | ----------------------------------------- | -------------------------------------------------- |
| 大久保彦左衛門 （1973年10月7日 - 1974年6月30日） | 北斗の人 （1974年7月7日 - 1974年9月29日） | 池田大助捕物日記 （1974年10月6日 - 1975年3月30日） |

## 書誌情報
- 講談社単行本 全1巻（1966年）
- 講談社文庫 全1巻（1972年10月 / ISBN 4-06-131121-2）
  - 改版上下巻（2006年2月 / 上 ISBN 4-06-275320-0、下 ISBN 4-06-275358-8）
- 角川文庫 全1巻（1970年4月・1979年・1993年2月 / ISBN 4-04-129003-1）
  - 改版 全1巻（2004年2月 / ISBN 4-04-129008-2）
- 文藝春秋 司馬遼太郎全集 12 北斗の人・宮本武蔵（1973年11月 / ISBN 4-16-510120-6）

## 関連作品
千葉周作
本作の前身に当たる司馬の中編小説。『別册文藝春秋』1963年（昭和38年）6月号に発表。講談社文庫 新装版『真説宮本武蔵』（2006年 / ISBN 4-06-275371-5）に収録。
本作同様周作を題材にした小説だが細部の展開が異なり、掲額事件の結末においても本作では名前のみ登場した中西道場での周作の先輩格に当たる剣客・寺田五郎右衛門（天真一刀流の祖）が事件解決に重用な役割を果たす。